# Список умерших в 1031 году
В этой статье представлен список известных людей, умерших в 1031 году.
См. также: Категория:Умершие в 1031 году

## Январь
- 1 января — Гильом де Вольпьяно — итальянский реформатор бенедиктинских аббатств, архитектор, святой католической церкви
- 22 января — Доминик Сорский[итал.] — основатель многочисленных бенедиктинских монастырей и церквей в различных городах Италии, святой римско-католической церкви[1].

## Апрель
- 6 апреля — Арибо — архиепископ Майнца с 1021 года.
- 11 апреля — Людольф — сеньор Цюфтена с 1025 года.

## Июнь
- 11 июня — Хёнджон — король Корё с 1009 года.
- 25 июня — Шэн-цзун — император китайского государства Ляо с 982 года.
- 28 июня — Тайра но Тадатсуне[англ.] — японский политический деятель из клана Тайра

## Июль
- 20 июля — Роберт II Благочестивый — король Франции с 987 года (до 996 года совместно с отцом Гуго Капетом)

## Август
- 6 августа — Виггер[нем.] — епископ Вердена (1013—1031)

## Сентябрь
- 2 сентября — Святой Эмерик — католический святой, венгерский королевич из дома Арпадов, сын короля Иштвана Святого.
- 9 сентября — Кан Гам Чхан — корейский военачальник.

## Октябрь
- 26 октября — Адальготт Дизентисский — аббат монастыря Дизентис (кантон Граубюнден, Швейцария); святой римско-католической церкви[2].

## Ноябрь
- 29 ноября — Ахмад аль-Кадир — аббасидский халиф Багдада с 991 года

## Дата неизвестна или требует уточнения
- Гуннора де Крепон — герцогиня-консорт Нормандии (989—996), жена герцога Ричарда I Нормандского
- Снорри Годи — исландский годи, ключевой персонаж исландских саг.
- Фазл ибн Мухаммед — эмир Аррана (985—1031).